# Louis Cohn

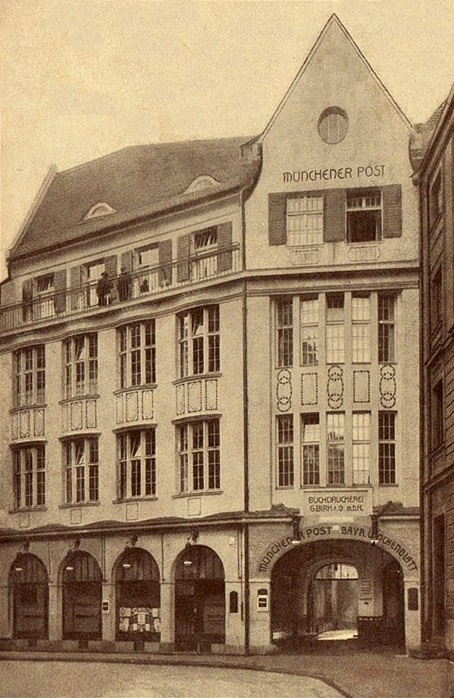
Münchener Post 1916

Louis Cohn (* 10. Januar 1852 in Halle a. d. Saale; † 23. Oktober 1927 in München) war ein deutscher Politiker, Verleger, Publizist und Sozialdemokrat. Louis Cohn stammte aus einer wohlhabenden jüdischen Kaufmannsfamilie. Sein Vater Elias Cohn war verheiratet mit Julie Cohn geborene Gottschalk.

## Leben
Seine Schulzeit begann er 1858 an den Franckeschen Stiftungen in Halle. Nach dem Willen seines Vaters absolvierte er 1867 eine kaufmännische Ausbildung in einem Großhandelshaus in Frankfurt am Main. Schon nach einem Jahr sollte er in Leipzig seine Ausbildung fortsetzen, da seine Eltern nach Leipzig umgezogen waren. Differenzen mit seinem Vater bezüglich seines Berufes brachen auf, und er sollte zu einem Geschäftsfreund nach Liverpool ziehen und als Volontär arbeiten.
In England vollzog sich die eigentliche Schicksalswende in seinem Dasein. Sie fesselte ihn für die ganze Lebenszeit an den Sozialismus und die deutsche Sozialdemokratie. Wie wird man schnellstmöglich Sozialist, um diese Frage zu beantworten, konsolidierte er Karl Marx. Außerdem wollte Cohn nach Amerika, Marx gab ihm ein Empfehlungsschreiben an Friedrich Adolph Sorge mit. Nach einer stürmischen Überfahrt, erreichte er im Juli 1870 New York. Dort wendete er sich an Sorge, der ihn gleich als Mitglied der Internationalen Arbeiterassoziation aufnahm. In einer Sektionsversammlung lernte Cohn, Carl Vogt kennen, der ihn zum Sozialdemokraten machte. Vogt erschien ihm als die Verkörperung des Lassalleschen Gedankens, der Kooperation der Wissenschaft und der Arbeiter.
Nach 2½jährigem Aufenthalt in New York musste Cohn abreisen, um sich in Leipzig zur Musterung einzufinden, wenn nicht, würde er als Deserteur gelten. Der Abschied von den Genossen fiel ihm ebenso schwer, wie das Ausscheiden aus seiner kaufmännischen Stellung. Das Studium der Ökonomie und des Sozialismus, in Verbindung mit seiner kaufmännischen Tätigkeit, hatte seinem Geist eine ganz neue Richtung gegeben. Seine Auffassung und sein Widerwillen gegen den kaufmännischen Beruf veränderten sich vollständig. Er erkannte, wie wichtig tüchtige kaufmännische Kräfte für den Aufbau der sozialistischen Wirtschaft sind. Mit diesen Ergebnissen trat er die Rückreise nach Europa an.
Cohn wurde als dienstuntauglich erklärt, nicht wegen seines Gesundheitszustandes, sondern weil es genug Einjährige gab. Er wollte deshalb wieder nach New York zurückkehren. Auf Drängen seiner Eltern trat er aber in das väterliche Geschäft in Leipzig ein. Der Mittelpunkt parteigenössischer Zusammenkünfte bildete damals der Arbeiterbildungsverein. Dort traf er Wilhelm Liebknecht, den er auch oft in seiner Wohnung besuchte. Bei ausgedehnten Spaziergängen in Connewitz nahmen auch bisweilen die Familie Bebel teil. Im Schützenhaus versammelte sich regelmäßig und zwanglos der Schriftstellerverein. Cohn lernte dort gleichgesinnte Leute kennen. Er traf dort den Lassalleaner Heinrich Wuttke, den alten Cramer Redakteur der Vaterlandsblätter und dessen Sohn Richard, bekannt als Dichter unter dem Namen Rudolf Lavant.
Mit der Verlegung des elterlichen Geschäftes von Leipzig nach Berlin und der nachfolgenden Auflösung wegen großer Verluste im Ausland, verlor Cohn seine Selbständigkeit. Ein Angebot aus Erfurt, bei der Zeitschrift Thüringer Tribüne zu arbeiten, nahm er dankend an. Über mehrerer Artikel Cohns über den Schuhmacherstreik in Erfurt 1891 in der Tribüne, wobei Cohn klar Stellung für die Arbeiter bezog, beschwerten sich einige Schuhfabrikanten bei seinen Redakteuren, diese befanden, er solle sich in dieser Angelegenheit mehr zurückhalten. Wegen dieser Einschränkung seiner politischen und journalistischen Tätigkeit gab er diese Stellung auf. Bebel, über seine Lage unterrichtet, bot ihm an, die Geschäftsführung eines Parteiblattes zu übernehmen. Er konnte zwischen Magdeburg und München wählen. Cohn wählte München, das seiner Individualität mehr Anregung bot.
Nach dem Ende des Sozialistengesetzes und den programmatischen Grundsatzreden Georg von Vollmars von 1891, stellte sich die "Münchener Post" endgültig in den Dienst der von der bayerischen Sozialdemokratie propagierten Reformpolitik. Als hauptamtlicher Geschäftsführer sollte Louis Cohn ab 1. Oktober 1892, im Auftrag der Gesamtpartei, die Zeitung verwalten. Sein Sohn Arthur und Adolf Müller unterstützten ihn dabei. Er sollte sie wirtschaftlich sanieren und als Aufpasser der Berliner Parteizentrale fungieren. Es gelang ihm, aus dem Verlag der Zeitung, der "Firma Birk & Co", ein leistungsfähiges Unternehmen zu machen. Mit seinen Versuchen, Einfluss auf die Redaktion und auf die Politik der bayerischen Sozialdemokratie zu nehmen, scheiterte Cohn allerdings. Den Posten als Geschäftsführer der Münchner Post führte er bis 1918 aus.

## Werke
- Louis Cohn. Kritik der Entwürfe des Reichsgesetzes betreffend die Sicherung der Bauforderungen und des Preußischen Ausführungsgesetzes nebst einem Anhange betreffend die Stellung der Baugläubiger nach dem künftigen Bürgerlichen Gesetzbuche. Berlin : Siemenroth & Troschel, 1898.
- Louis Cohn: Die Wohnungsfrage und die Sozialdemokratie : Ein Kapitel sozialdemokratischer Gemeindepolitik / München : M. Ernst 1900, 76 S. digital
- Louis Cohn: Städtische Grundrente und Wohnungsfrage in: Die neue Zeit : Wochenschrift der deutschen Sozialdemokratie. 19.1900–1901, 2. Bd.(1901), H. 32, S. 177–181. digital

## Nachruf
- Nachruf Louis Cohn in: Vorwärts vom 26.10.1927 Nr. 506 Seite 3